# 京都教育大学の人物一覧
京都教育大学の人物一覧は京都教育大学に関係する人物の一覧記事。

## 現教員
- 丸山啓史 - 発達障害学科准教授、教育学

## 旧教員
- 位藤紀美子 - 学長、国文学科教授、国語教育
- 岡村倫行 - 美術科教授、日本画家
- 岡本夏木 - 教育学科教授、発達心理学、言語心理学
- 栗田修 − 教育学科教授、教育学
- 四方実一 - 教育学科教授、教育心理学
- 田中道治 - 発達障害学科教授、特別支援教育
- 藤岡秀樹 - 教育学科教授、教育心理学
- 森山卓郎 − 国文学科教授、国語学

## OB・OG

### 政治

#### 元職国会議員
- 寺前巌 - 元日本共産党衆議院議員

### 研究者・学者
- 臼井嘉一 - 教育学者、福島大学名誉教授
- 苧阪直行 - 心理学者、京都大学名誉教授、日本ワーキングメモリ学会会長、日本学士院会員
- 釘貫亨 - 国語学者、名古屋大学教授
- 原田宗彦 - スポーツ科学者、元早稲田大学教授、大阪体育大学学長
- 川勝昭平 - 経済学者、青山学院大学名誉教授
- 川勝正治 - 生物学者、元藤女子大学教授
- 黒川正剛 - 西洋史学者、太成学院大学教授
- 松岡宏高 - スポーツ科学者、早稲田大学教授、Vリーグ理事、ホッケー日本リーグ理事
- 三尾忠男 - 教育学者、早稲田大学教授
- 森山卓郎 - 日本語学者、早稲田大学教授
- 野間正二 - アメリカ文学研究者、元京都府立大学教授

### 文学
- 吉村萬壱 - 芥川賞作家
- すえばしけん - 小説家、同人音楽作曲家
- 峰守ひろかず - ライトノベル作家
- おおえまさのり - 作家、思想家

### 芸術
- 小川妙子 - 前衛書道家
- 菊川晋久 - 彫刻家
- 杭迫柏樹 - 書家
- 櫛田胅之扶 - 作曲家
- 高嶺剛 - 映画監督
- 原田裕子 - 版画家

### 芸能
- 藤田瞳 - タレント、元ミス京都、元ミス日本関西代表
- 川上のぼる - 腹話術師
- 岸田敏志 - 俳優
- 立川吉笑 - 落語家（中退）

### スポーツ
- 大西忠生 - 元サッカー日本代表、ザスパ草津社長
- 原正宏 - サッカー指導者、ジェフユナイテッド千葉テクニカルスタッフ

### マスコミ
- 平野賢一 - 元京都放送アナウンサー